# Quim Gutiérrez
Quim Gutiérrez, właściwie Joaquim Gutiérrez Ylla (ur. 27 marca 1981 roku w Barcelonie) – hiszpański aktor filmowy i telewizyjny, najbardziej znany z roli Daniela Rochy w serialu Geneza. Syn profesora fizjologii na Uniwersytecie w Barcelonie, od 1992 roku pracował na kilku serialach katalońskiej telewizji publicznej, wśród których są takie produkcje jak Poble Nou (1994) i El Cor de la Ciutat (2000-2005). Za rolę Jorge'a w dramacie GranatowyPrawieCzarny (Azul oscuro casi negro, 2006) otrzymał nagrodę Goya oraz odebrał nagrody: Premio ACE w Nowym Jorku, Sant Jordi w Barcelonie i Turia Award w Tuluzie.

## Filmografia

### Filmy kinowe
- 1995: Otwarte drzwi (Abran las puertas)
- 2004: La caìda de la casa Usher
- 2004: Wirginia, mniszka z Monzy (Virginia, la monaca di Monza) jako Carles
- 2006: GranatowyPrawieCzarny (Azul oscuro casi negro) jako Jorge
- 2006: Sin ti jako Casimiro
- 2008: Traumalogía jako Joaquín
- 2008: Sangre de mayo jako Gabriel
- 2009: Na kolejną podróż (El otro viaje)
- 2011: La Cara oculta

### Seriale TV
- 1994: Poble Nou jako Martí Aiguader
- 1995: Problenou
- 1996: Rosa, punt i a part jako Martí Aiguader
- 1996: Rosa jako Martí Aiguader
- 2000-2005: El cor de la ciutar jako David Peris
- 2004: Majoria Absoluta jako David Peris
- 2006-2009: Geneza (Genesis) jako Daniel Rocha